# Мудроське перемир'я

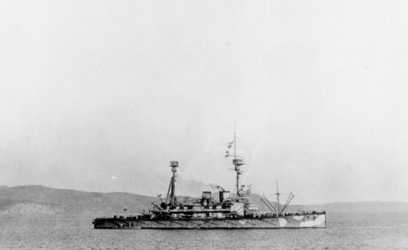
Крейсер «Агамемнон», на якому підписано перемир'я

Мудроське перемир'я (англ. Armistice of Mudros, тур. Mondros Mütarekesi) — перемир'я, підписане 30 жовтня 1918 представниками Великої Британії та султанського уряду Османської імперії на борту британського броненосця «Агамемнон» в порту Мудрос грецького острова Лемнос після поразки Османської імперії у Першій світовій війні.

## Основні положення
- відкриття Чорноморських проток для військових флотів Антанти з наданням союзникам права окупувати форти Босфор та Дарданелли
- капітуляція залишків османських військ в Хіджазі, Іраку, Османській Сирії, Ємені та виведення їх з Персії, Кілікії, Закавказзя;
- окупація союзниками, так званих, 6 вірменських вілаєтів у разі заворушень в одному з них і взагалі будь-якого стратегічного пункту в Османській імперії, якщо союзники вважатимуть це за необхідне з міркувань своєї безпеки.

Наприкінці того ж січня Верховна Рада Антанти ухвалила рішення, за яким Демократична Республіка Вірменія, Сирія, Палестина, Аравія й Месопотамія відокремлювалися від Османської імперії.
Умови Мудроського перемир'я мали на меті підготувати остаточний поділ Османської імперії, а також використовувати її територію як плацдарм для боротьби з більшовицькою Росією. Греко-турецька війна 1919—1922 перешкодила реалізації перемир'я і завершилася підписанням Муданійського перемир'я 1922, а потім — Лозаннського мирного договору 1923 р.